# Juan de Villalta Bustamante
Juan de Villalta Bustamante, funcionario español de la época de Felipe V. A principios de 1703 fue nombrado por la Corona como gobernador de la provincia de Costa Rica, para suceder al capitán Francisco Serrano de Reyna y Céspedes, pero no aceptó el cargo y en su lugar se designó el 5 de mayo de ese año al capitán Lorenzo Antonio de Granda y Balbín.